# Lycia (Band)
Lycia ist eine Dark-Wave-Band aus Tempe (Arizona), die 1988 von Mike VanPortfleet gegründet wurde. Musikalisch werden für Lycia Elemente aus Gothic Rock, Dark Ambient und Noise verarbeitet, wobei jüngst veröffentlichte Werke stark durch die Verwendung akustischer Gitarren geprägt sind.

## Geschichte
Nachdem Mike VanPortfleet 1988 Lycia als Soloprojekt ins Leben rief, trat im Sommer desselben Jahres Will Welch dem Projekt bei. Im November wurde dieser durch John Fair ersetzt. Im März 1989 erschien die erste Veröffentlichung Wake in Form einer 6-Track-Kassette auf dem Label Orphanage Records. Der Sound zeichnet sich zu jener Zeit durch dominierende Rock-Gitarren und Rhythmuspattern aus dem Drumcomputer aus.
1990 verließ John Fair Lycia, Will Welch kehrte zurück. Der Sound von Lycia entwickelte sich zunehmend in eine Noise-lastige Richtung. Ende desselben Jahres begannen die Arbeiten an dem ersten Album Byzantine, das jedoch aufgrund technischer Probleme nie erschien. Mike VanPortfleet entschloss sich, einzelne Fragmente des Albums für einen Zweitanlauf zu verarbeiten. Das Endergebnis wurde im September 1991 unter dem Titel Ionia auf dem Label Projekt Records veröffentlicht und ist durch Ambienttexturen und sehr flächige und atmosphärische Sounds gekennzeichnet.
Unterdessen lief die Produktion am nächsten Album A Day in the Stark Corner bereits in vollem Gange. Dieses wurde im August 1992 veröffentlicht und knüpft klangtechnisch nahtlos an dem Vorgänger Ionia an. Schon bald darauf wandelte sich die Besetzung und der Sound abermals. Das Line Up wurde um David Galas erweitert. Unter dem Projektnamen Bleak begannen die Arbeiten an dem Album Vane, das allerdings in eine deutlich härtere Richtung tendiert. Im Gegenzug wurden für das Hauptprojekt Lycia neue Tracks erarbeitet, für die vermehrt auf akustische Gitarren zurückgegriffen wurde. Im Line Up verstärkt um die Sängerin Tara VanFlower wurde dieses Material 1995 als Doppel-CD unter dem Namen The Burning Circle and Then Dust herausgebracht.
Es folgten die Alben Cold (1996) und Estrella (1998), wobei jedes der Alben durch seinen eigenen markanten Sound besticht. Unter dem Namen Estraya erschien die E.P. The Time Has Come and Gone mit Songs, die auf Ambient-Soundscapes und Akustikgitarren basieren. Mit demselben Klangkonzept, jedoch unter dem Namen des Hauptprojektes Lycia kam 2002 das Album Tripping Back into the Broken Days auf den Markt.
Im Oktober 2003 trennten sich Lycia von ihrem Label Projekt Records, zwei Monate später erschien das vorerst letzte Album Empty Space. VanPortfleet veröffentlichte 2004 unter seinem Namen das Ambient-Album Beyond the Horizon Line. Auch von Tara VanFlower (inzwischen Tara VanPortfleet) und David Galas folgten Solo-Veröffentlichungen.

## Diskografie
| Lycia - 1989: Wake (MC, 6-Track-Kassette) - 1991: Ionia (CD) - 1992: A Day in the Stark Corner (CD) - 1993: Wake – Reissue (CD) - 1994: Live (CD) - 1995: The Burning Circle and Then Dust (DCD) - 1996: Cold (CD) - 1998: Estrella (CD) - 2001: Compilation Appearances Vol. 1 (CD) - 2001: Compilation Appearances Vol. 2 – The Ohio Years (CD) - 2002: Tripping Back into the Broken Days (CD) - 2003: Empty Space (CD) - 2010: Fifth Sun (CD) - 2013: Quiet Moments (CD) - 2015: A Line That Connects (CD) Bleak - 1995: Vane (CD) | Tara VanFlower - 1999: This Womb Like Liquid Honey (CD) - 2005: My Little Fire-Filled Heart (CD) Estraya - 2000: The Time Has Come and Gone (EP) Mike VanPortfleet - 2004: Beyond the Horizon Line (CD) David Galas - 2006: The Cataclysm (CD) - 2009: The Happiest Days of My Life (CD) - 2011: The Ghosts of California (CD) Black Happy Day - 2006: In the Garden of Ghostflowers (CD) |